# Marble Peak, Antarktis
Marble Peak är en bergstopp i Antarktis. Den ligger i Västantarktis. Nya Zeeland gör anspråk på området. Toppen på Marble Peak är 382 meter över havet.
Terrängen runt Marble Peak är kuperad söderut, men norrut är den platt. Terrängen runt Marble Peak sluttar norrut. Trakten är obefolkad. Det finns inga samhällen i närheten. 